# Црешнево (Чашка)
Црешнево (Црешњево, мкд. Црешнево) насеље је у Северној Македонији, у средишњем државе. Црешњево припада општини Чашка.

## Географија
Црешнево је смештено у средишњем делу Северне Македоније. Од најближег већег града, Велеса, насеље је удаљено 45 km југозападно.
Насеље Црешнево се налази у историјској области Азот. Насеље је смештено изнад долине реке Бабуне. Северно од насеља издиже се планина Јакупица. Надморска висина насеља је приближно 840 метара.
Месна клима је планинска због знатне надморске висине.

## Становништво
Црешнево је према последњем попису из 2002. године имало 8 становника.
Претежно становништво у насељу су етнички Македонци (100%).
Већинска вероисповест је православље.